# Choi Ki-ho
Pour les articles homonymes, voir Choi.
Dans ce nom, le nom de famille, Choi, précède le nom personnel.
Choi Ki-ho (chinois traditionnel : 蔡其皓) né le 5 mai 1991 à Hong Kong est un coureur cycliste hongkongais.

## Biographie
Grand espoir du cyclisme hongkongais, il signe initialement un contrat en faveur de la formation WorldTour Orica-GreenEDGE. Cependant, il décide de mettre un terme à sa carrière à l'issue de la saison 2013, à seulement 22 ans, privilégiant ses futures activités professionnelles dans le monde du travail.

## Palmarès sur route

### Par années
- 2008
  -  Médaillé d'argent au championnat d'Asie sur route juniors
- 2009
  - Tour d'Okinawa juniors
- 2010
  - Tour de Berne
  - 2e du Tour de la mer de Chine méridionale
  - 3e du Prix du Saugeais
- 2011
  -  Champion de Hong Kong sur route
  -  Champion de Hong Kong sur route espoirs
  - Classement général du Tour de Corée
  - 2e du Tour de Singkarak
- 2012
  -  Champion de Hong Kong sur route espoirs
  - Tour de Fuzhou :
    - Classement général
    - 2e étape

  - Tour de l'Ijen :
    - Classement général
    - 2e étape

  - 1re étape du Tour du Viêt Nam
  - 3e du championnat de Hong Kong sur route
  - 3e du Tour du lac Taihu
- 2013
  -  Champion de Hong Kong du contre-la-montre
  -  Champion de Hong Kong du contre-la-montre espoirs
  - Classement général du Tour de Thaïlande

### Classements mondiaux
| Année                                 | 2010 | 2011 | 2012 | 2013 | 2014 | 2015 | 2016 | 2017 | 2018  |
| ------------------------------------- | ---- | ---- | ---- | ---- | ---- | ---- | ---- | ---- | ----- |
| Classement mondial                    |      |      |      |      |      |      | nc   | nc   | 3085e |
| UCI Asia Tour                         | 207e | 29e  | 154e | 6e   | nc   | nc   | nc   | nc   | 757e  |
| UCI America Tour                      | 290e | nc   | nc   | nc   | nc   | nc   | nc   | nc   | nc    |
|                                       |      |      |      |      |      |      |      |      |       |
| Légende : nc = non classéSource : UCI |      |      |      |      |      |      |      |      |       |

## Palmarès sur piste

### Championnats du monde
- Copenhague 2010
  - 13e de l'américaine

### Championnats d'Asie
- Charjah 2010
  -  Médaillé d'argent de l'américaine
  -  Médaillé de bronze de la poursuite par équipes
- Nakhon Ratchasima 2011
  -  Champion d'Asie de l'américaine (avec Kwok Ho Ting)
  -  Médaillé d'argent de la poursuite par équipes
- Kuala Lampur 2012
  -  Champion d'Asie de l'américaine (avec Cheung King Lok)
  -  Médaillé d'argent de la poursuite par équipes
- New Dehli 2013
  -  Champion d'Asie de l'américaine (avec Kwok Ho Ting)
  -  Médaillé d'argent de la course aux points
  -  Médaillé de bronze de la poursuite par équipes